# Allium pangasicum
Allium pangasicum là một loài thực vật có hoa trong họ Amaryllidaceae. Loài này được Turak. mô tả khoa học đầu tiên năm 1986.